# Piz Ciavazes
Piz Ciavazes (také Piz de Ciavazes) je hora nalézající se v horské skupině Sella v Dolomitech. Se svou výškou 2828 m n. m. tvoří mohutný jihozápadní závěr skupiny. Na západě vybíhá Piz Ciavazes do hřebenu skalních věží Torri del Sella vedoucích k průsmyku Passo Sella. Ze severu není hora nijak zvlášť nápadná jako samostatná vyvýšenina, zatímco její jižní stěna se tyčí přímo nad Velkou dolomitskou silnicí mezi průsmykem Passo Sella a průsmykem Passo Pordoi. Na severovýchodě se k ní na náhorní plošině připojují Piz Lastiës a Piz Sëlva (2941 m n. m.). Na vrcholu je malá skalní věž obklopená sutí a samotný vrchol je poměrně zřídka navštěvovaný.

## Historie
Piz Ciavazes se objevuje v dokumentech již koncem 11. století jako mons Cauaz, kdy se jistý Grimold dohodl s vyslanci bhiskupství Freising o vlastnických právech a užívání alpských pastvin v údolí Val Gardena.
Na vrchol poprvé vystoupili 18. srpna 1892 H. Bertram, H. Binn, H. Lorenz, O. Nafe, Th. a M. Smoluchowski ze severovýchodního sedla (2730 m n. m.) mezi vrcholem a Piz Sëlva. Dnešní běžná trasa o obtížnosti I vede z průsmyku passo Sella přes ferratu Pößnecker do velkého suťového pole na severní straně Ciavazes a odtud přechodem pod vrcholem na východ do tohoto sedla a dále na Piz Sëlva. Na vrchol Ciavazes se obvykle nechodí, ale výstup ze sedla na Piz Sëlva severovýchodním hřebenem je možný bez obtíží.
Největší dominantou Piz Ciavazes je jeho jižní stěna. Díky krátkým přístupům a pevné skále ve spodní části je tato stěna oblíbeným lezeckým cílem, který je díky své jižní expozici suchý a lezitelný i na začátku roku a krátce po nepříznivém počasí. Stěnou vede několik prvotřídních cest, z nichž nejznámější je Velká Micheluzziho cesta (Luigi Micheluzzi a Ettore Castiglioni 26. září 1935, obtížnost VI- nebo V/A0). Lezecká cesta Gamsband (Kamzičí police) umožňuje traverzovat celou jižní stěnu s lezeckými pasážemi I. stupně obtížnosti.

## Galerie

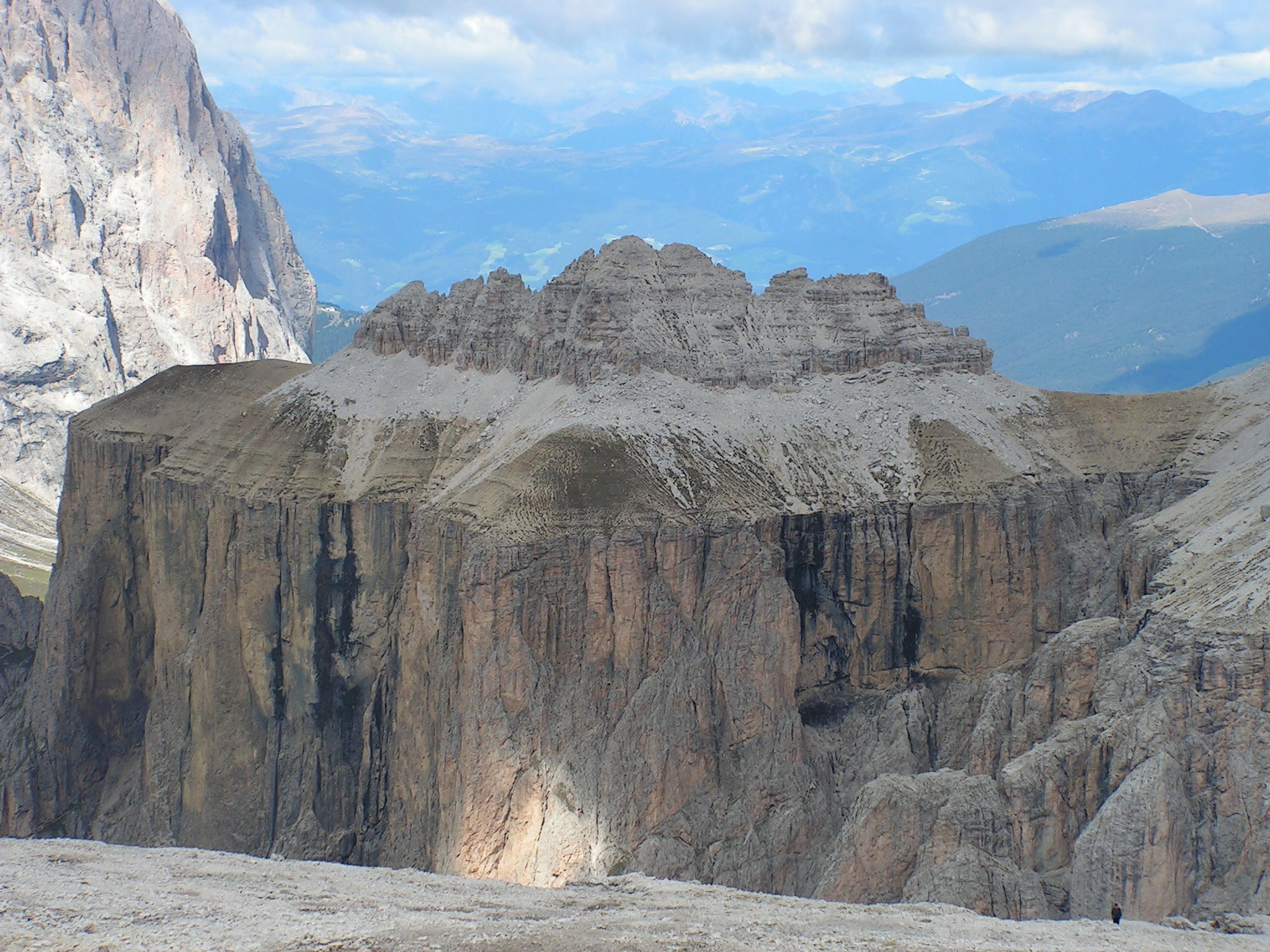
Vrchol Piz Ciavazes od východu, vpravo sedlo na Piz Sëlva, v pozadí vlevo Langkofel a vpravo Raschötzer Alm.
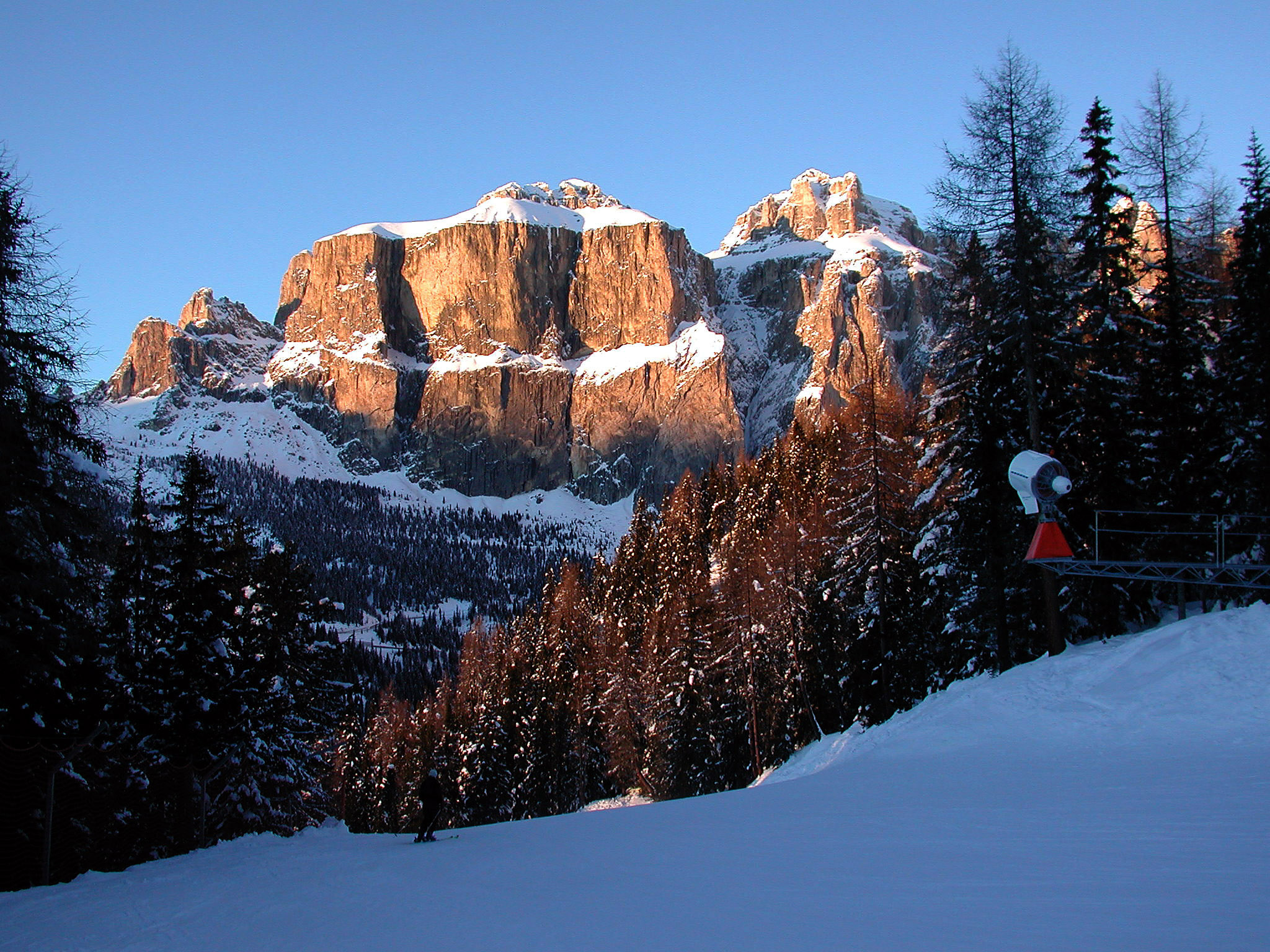
Zimní pohled na skupinu Sella od jihu, zleva doprava věže Sella, Piz de Ciavazes, soutěska Lorenz a Piz Lasties; pozdní odpoledne.
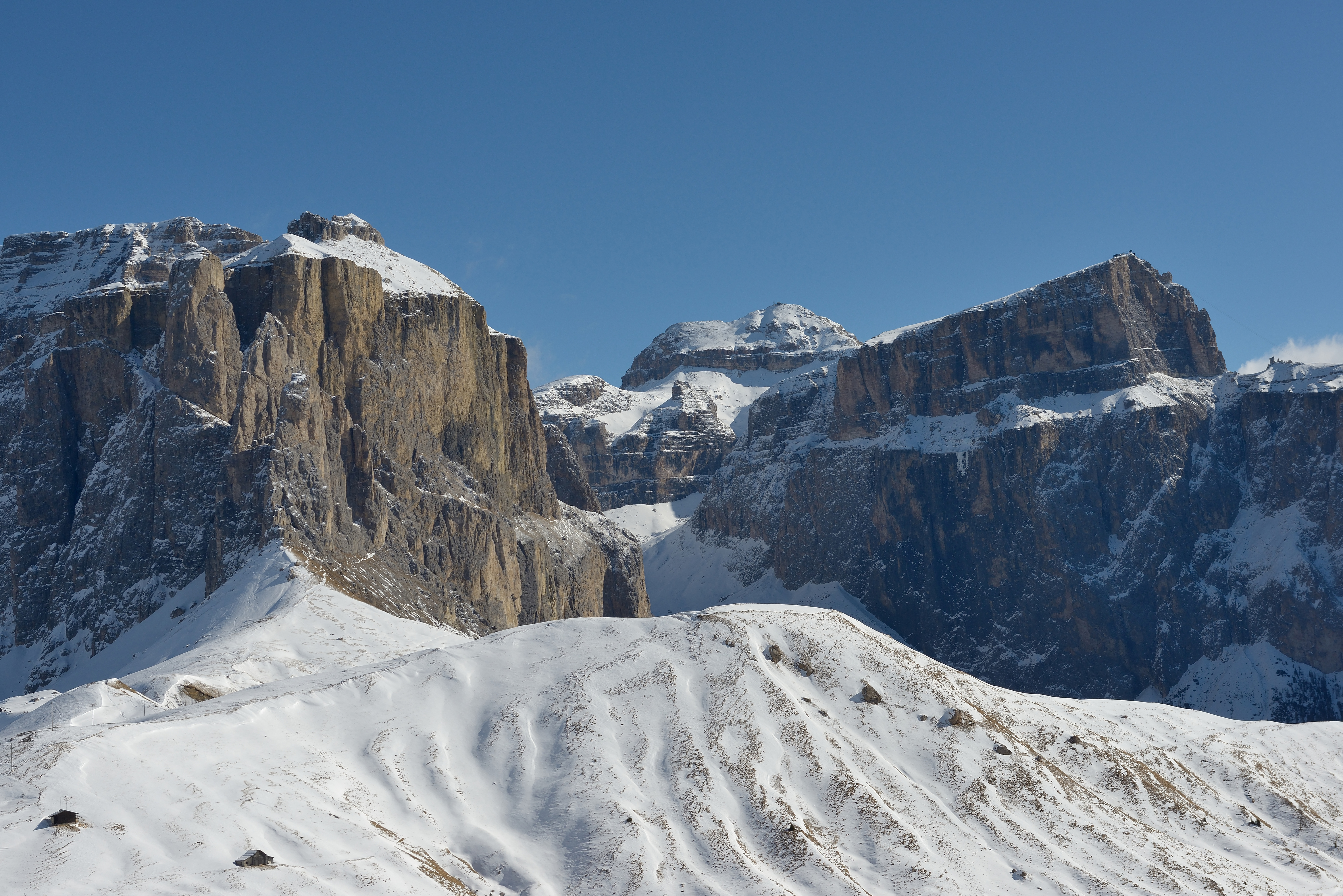
Piz de Ciavazes, Piz Lasties a Sass Pordoi
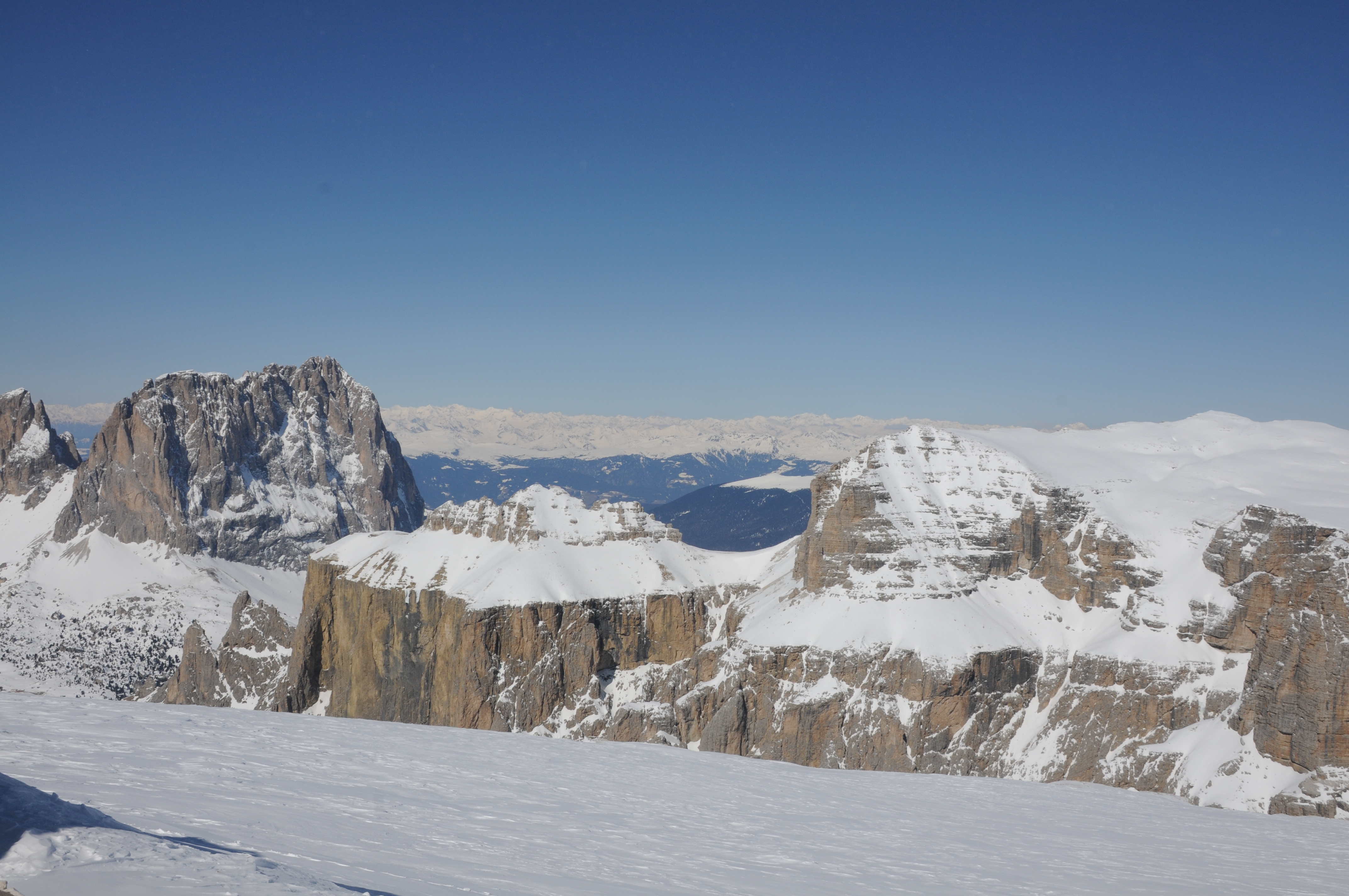
Piz Ciavazes a Piz Sëlva